# Жанна Савойская
Жанна Савойская (фр. Jeanne de Savoie; 1310 — 29 июня 1344) — герцогиня Бретани, жена Жана III, герцога Бретани, претендентка на титул графини Савойской после смерти её отца. Член Савойского дома, после замужества породнилась с домом де Дрё.

## Биография
Жанна родилась в 1310 году. Она была единственным ребёнком в семье Эдуарда, графа Савойского, и его жены Бланки Бургундской.
Вышла замуж в 1329 году в возрасте 19 лет за 43-летнего бездетного Жана III, герцога Бретани. Она стала его третьей женой, после того как предыдущая — Изабелла Кастильская — умерла в предшествовавшем году.
В том же году умер отец Жанны. Будучи его единственным ребёнком, Жанна считала себя преемницей графского титула Савойи. Однако Савойский дом не признавал возможности наследования титула женщиной, что привело к спору о престолонаследии. Дядя Жанны Аймон завоевал поддержку дворян Савойи и стал новым графом Савойи.
Жан III поддерживал права жены на Савойю. После брака Жанна возобновила претензии на Савойю и вступила в союз с дофином Вьенна против своего дяди. По договоренности, достигнутой при посредничестве французского короля 22 ноября 1339 года, Жанна отказалась от своего права наследования в обмен на годовые выплаты в размере 6000 ливров.
Жанна и Жан III были женаты в течение двенадцати лет, но так и не заимели потомства. Жан умер 30 апреля 1341 года, оставив Жанну бездетной вдовой. Это привело к спору о преемственности в Бретани между сводным братом Жана Жаном де Монфором и племянницей умершего герцога Жанной де Пентьевр.
В 1343 году, когда её дядя Аймон умер, Жанна возобновила свои претензии на графство Савойя, выступив против своего девятилетнего кузена Амадея VI. Она попыталась заключить союз с Филиппом, герцогом Орлеанским, но в конце концов заключила с кузеном соглашение об отказе от претензий в обмен на годовые выплаты в размере 5000 ливров в год.
Жанна умерла 29 июня 1344 года.